# Yoshio Kitajima
Yoshio Kitajima (北島 義生 Kitajima Yoshio?, nacido el 29 de octubre de 1975 en Ibaraki) es un exfutbolista japonés. Jugaba de centrocampista y su último club fue el Shonan Bellmare de Japón.

## Trayectoria

### Clubes
| Club                  | País  | Año         |
| --------------------- | ----- | ----------- |
| Guangdong Hongyuan FC | China | 1996        |
| Oita Trinity          | Japón | 1997        |
| Mito HollyHock        | Japón | 1998 - 2005 |
| Ventforet Kofu        | Japón | 1999        |
| Shonan Bellmare       | Japón | 2006 - 2008 |